# جيسيكا بلانك
جيسيكا بلانك (بالإنجليزية: Jessica Blank)‏ (7 نوفمبر 1975، نيو هيفن في الولايات المتحدة)؛ ممثلة وروائية أمريكية. درست في جامعة منيسوتا.

## روابط خارجية
- جيسيكا بلانك على موقع IMDb (الإنجليزية)
- جيسيكا بلانك على موقع أول موفي (الإنجليزية)
- جيسيكا بلانك على موقع قاعدة بيانات برودواي على الإنترنت (الإنجليزية)
- جيسيكا بلانك على موقع قاعدة بيانات الفيلم (الإنجليزية)